# Meyzieu Z.I. (tramway de Lyon)
Ne doit pas être confondu avec Meyzieu Gare.
Meyzieu Z.I. est une station du tramway de Lyon, terminus Est de la ligne T3. Elle est également desservie par les lignes de bus 28, 29, 32, 47, 67 et Zi2.
Elle est également, depuis le 9 août 2010, la troisième station du tramway express Rhônexpress, avant l'arrivée en gare de Saint-Exupéry.

## Histoire
La station se trouve sensiblement à l'emplacement de l'ancienne gare de marchandises éponyme du Chemin de fer de l'Est de Lyon, dont le tramway réutilise l'emprise. Toutefois, la ligne a été totalement reconstruite lors de sa transformation en ligne de tramway.
Le nom de la station correspond à sa situation dans la zone industrielle de Meyzieu, créée en 1961, et qui accueille plus de 4500 emplois au sein de 180 entreprises réparties sur 210 hectares.

## Aménagement de la station
La station a deux fonctions : elle constitue le terminus de la ligne T3 et est une station de passage de la liaison rail-aéroport assurée par le tramway express Rhônexpress. Pour cela, elle dispose de quatre voies à quais : les deux situées à l'extérieur de la station servent à Rhônexpress, et les deux centrales à la ligne T3.
Les appareils de voie sont situés en avant-gare, côté Lyon. Ces appareils là sont d'ailleurs les plus grands du réseau, mesurant 64m de long, soit plus grand que la longueur des rames du tramway.
Cette longueur permet une vitesse de 30 km/h au lieu de 15 km/h lorsqu'ils sont pris en pointe.
La station donne accès à deux centres de maintenance distincts : celui de Rhônexpress, à l'est, et UTTL, le centre des TCL, à l'ouest.

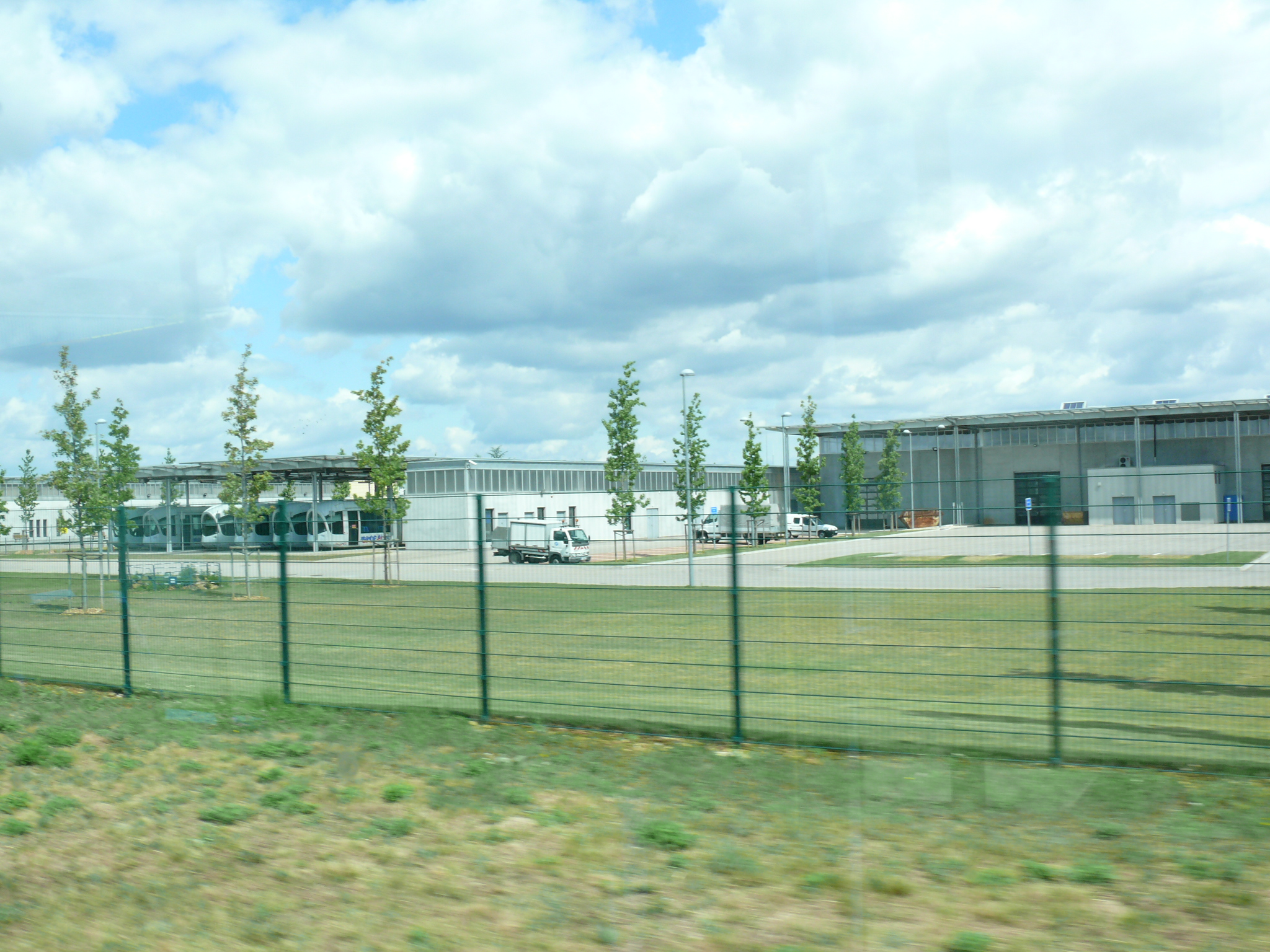
Le centre d'entretien UTTL des TCL, vue depuis un tramway
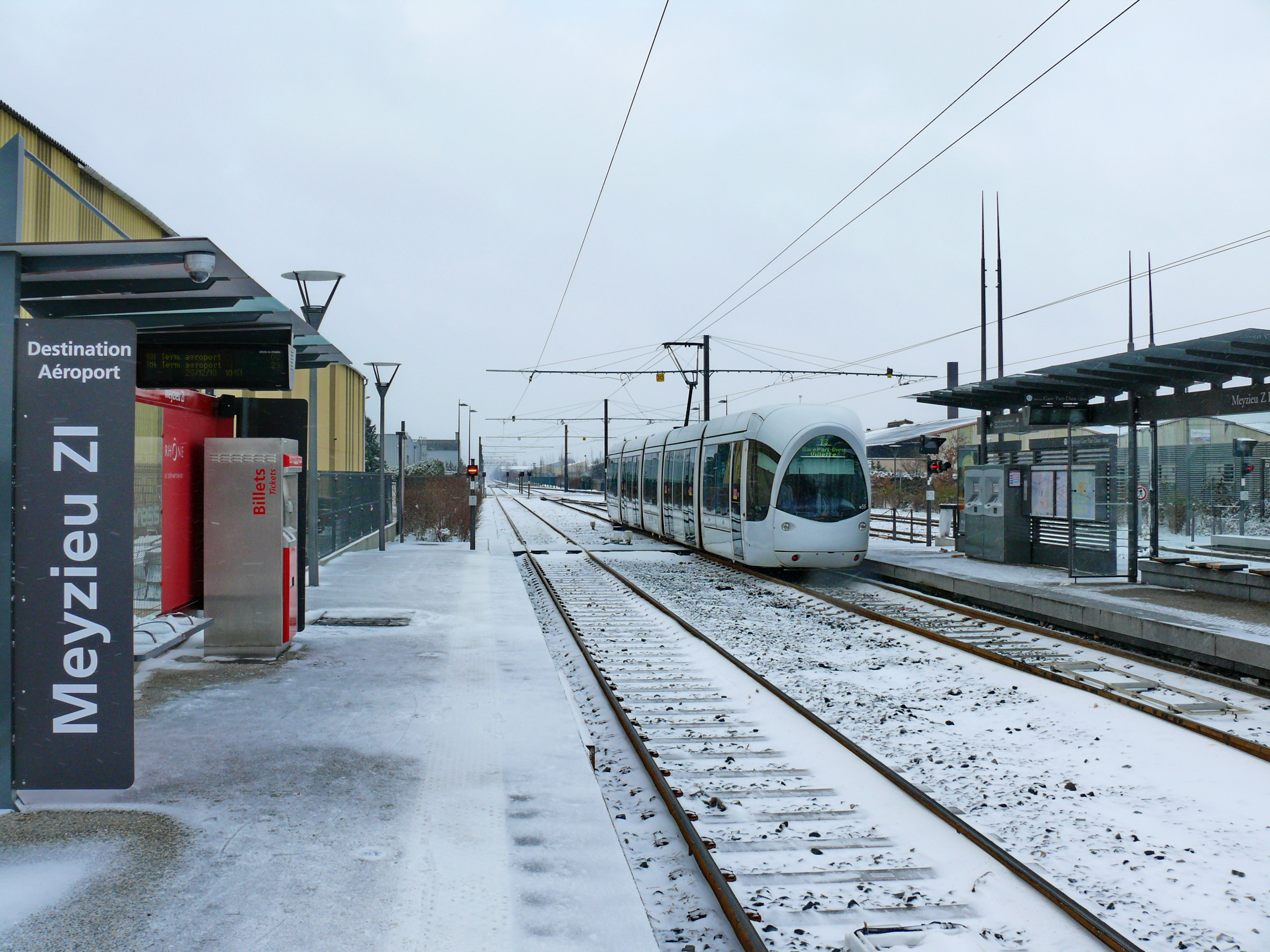
La station de Meyzieu Z.I. est à quatre voies. Les deux voies les plus au sud sont masquées par la rame Citadis du T3 qui quitte son terminus.
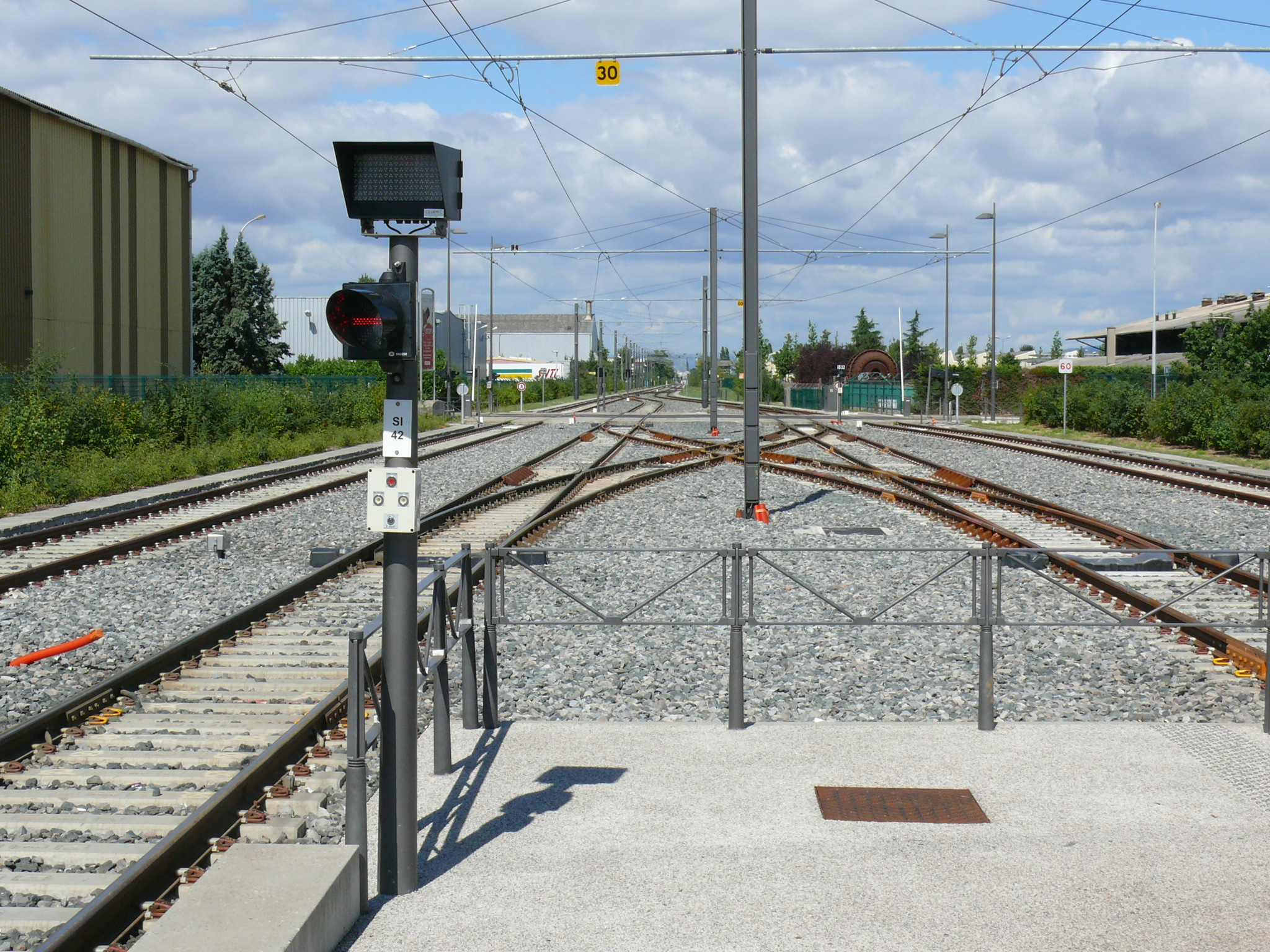
La station de Meyzieu-ZI dispose d'installations ferroviaires importantes, qui permettent à la ligne de tramways urbains T3 d'avoir son terminus au centre des voies de Rhônexpress
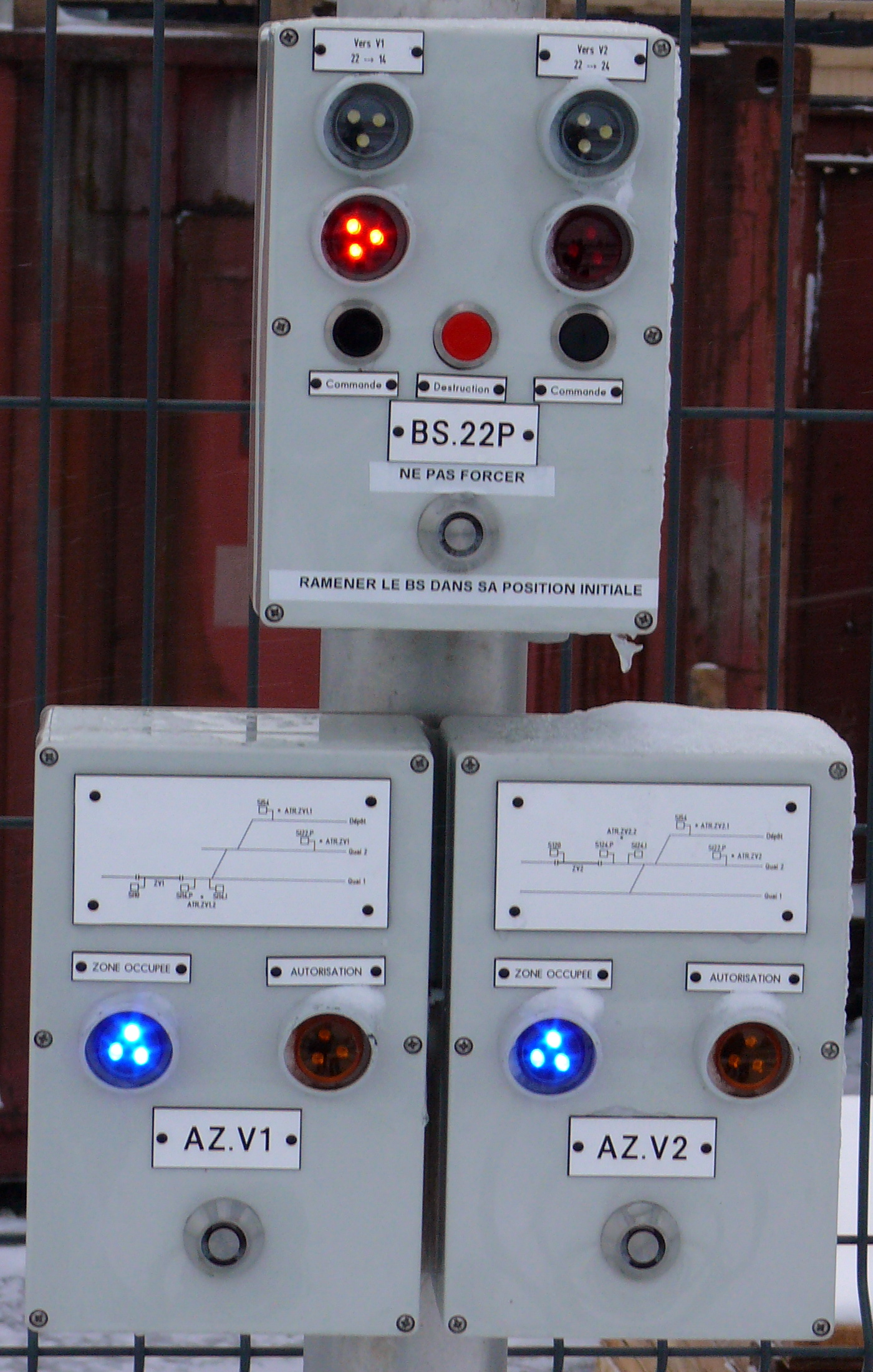
Sur le quai de Rhônexpress en direction de l'Aéroport, le conducteur dispose de commandes lui permettant d'accéder au dépôt par un rebroussement, ou de circuler à contresens sur la voie de gauche.
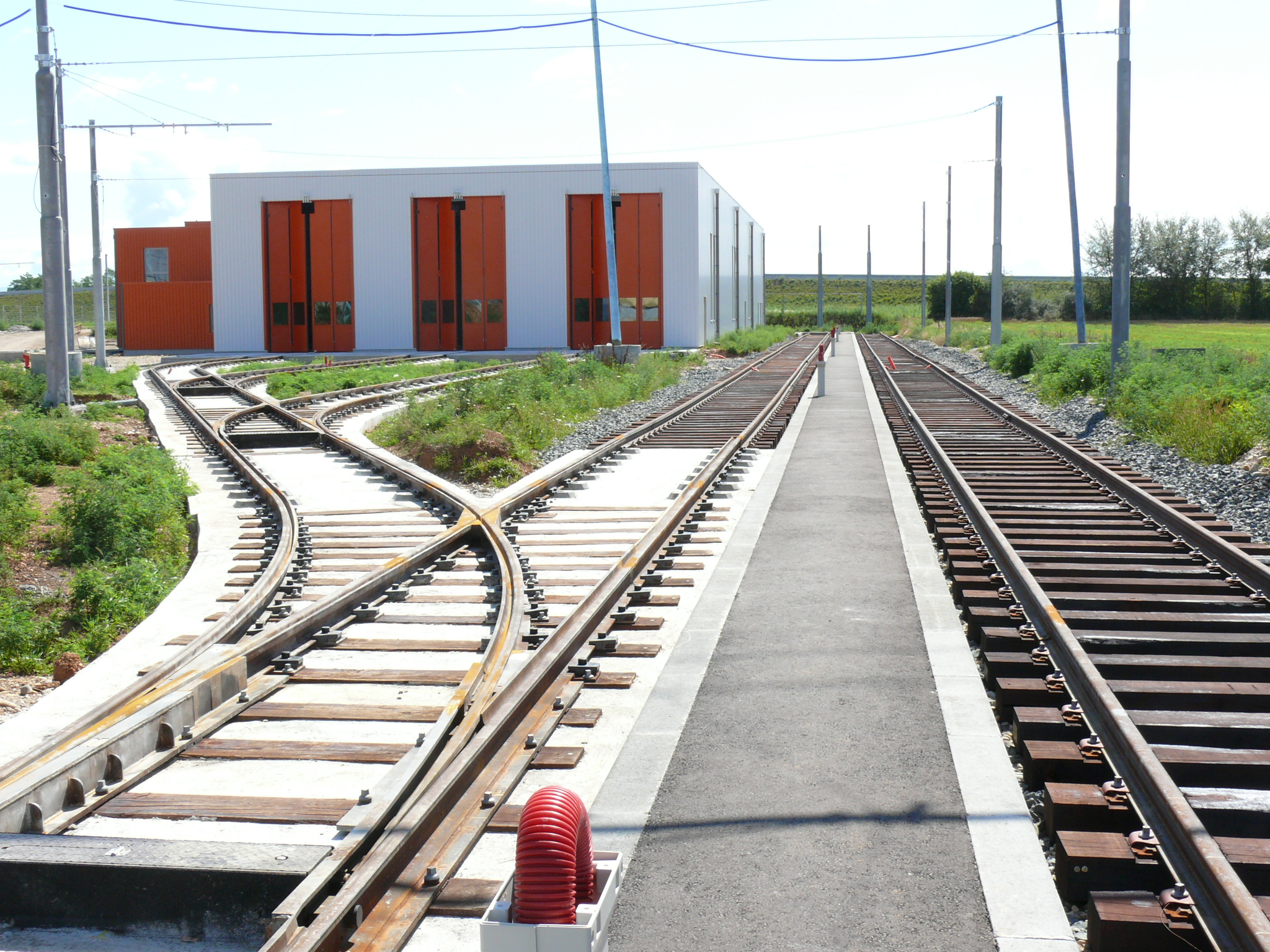
Le centre de maintenance de Rhônexpress, alors en construction

## Prolongement de la ligne T3
Pour faire face à l'accroissement du trafic, des travaux d'optimisation des infrastructures du réseau T3-Rhônexpress ont été programmés.
Afin de favoriser la régulation du trafic, la ligne T3 a été prolongée de 400 mètres environ et une nouvelle station nommée "Meyzieu - Les Panettes" a été créée au sud du centre de maintenance Rhônexpress et au nord d'un nouveau parc relais de 600 places. Ce court prolongement a été ouvert le 10 juin 2014.
Cette station dessert le parking des Panettes, servant à décharger le parc relais de Meyzieu Z.I. et à desservir le Stade des Lumières. 

## Desserte
La station Meyzieu Les Panettes n'est desservie qu'en semaine. Le week-end, Meyzieu Z.I. reste donc bien le terminus de la ligne T3.

## Services et correspondances
La station est accessible aux personnes à mobilité réduite.
La station est équipée de distributeurs automatiques de billets sur les quais de départ, les uns pour Rhônexpress, les autres pour le réseau TCL. Un bâtiment bas en bardage de bois sert à l'exploitation des TCL.
Un parking relais de 450 véhicules est implanté à proximité immédiate de la station, ainsi qu'une station de taxis.
Les lignes 28, 29, 32, 47, 67 et Zi2 des TCL, la ligne X4 des Cars Région Express et la ligne T20 des Cars Région Isère ont un arrêt à Meyzieu Z.I..